# Biosteres spinaciae
Biosteres spinaciae är en stekelart som först beskrevs av Thomson 1895.  Biosteres spinaciae ingår i släktet Biosteres och familjen bracksteklar. Arten är reproducerande i Sverige. Inga underarter finns listade.